# Erwann Corbel
Erwann Corbel (Rennes, 20 de abril de 1991) es un ciclista francés que fue profesional durante cuatro años entre 2013 y 2018.
En agosto de 2012 fue reclutado por el equipo Cofidis como stagiaire. En 2013 se convirtió en profesional con el equipo Bretagne-Séché Environnement.

## Palmarés
2012 (como amateur)
- 1 etapa del Kreiz Breizh Elites

2013
- 1 etapa del Kreiz Breizh Elites